# Nikolai Jakowlewitsch Lewinowski

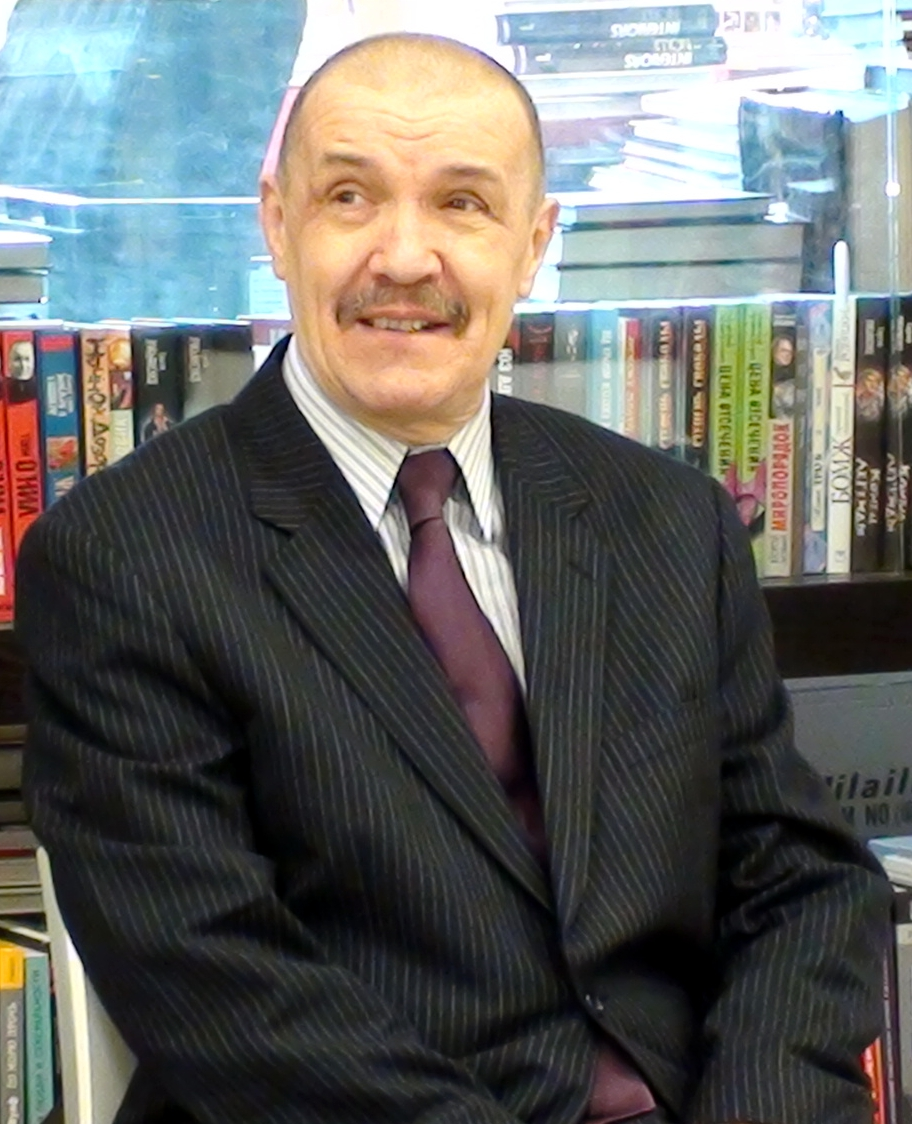
Nickolay Levinovsky 2011

Nikolai Jakowlewitsch Lewinowski oder Nikolay „Nick“ Levinovsky (russisch Николай Яковлевич Левиновский; * 14. Dezember 1944 in Saratow) ist ein aus der Sowjetunion stammender, in den Vereinigten Staaten lebender Jazzpianist, Komponist, Arrangeur, Bandleader und Autor.

## Leben und Wirken
Nikolai Lewinowski stammt aus einer musikalischen Familie; beide Eltern waren Opernsänger. Er studierte von 1959 bis 1963 am Staatlichen Konservatorium von Saratow Piano. Er war ab Anfang der 1960er Jahre in der russischen Jazzszene aktiv, zunächst in lokalen Bands in Saratow. Nach seinem Wehrdienst, den er von 1964 bis 1967 im Jazzorchester der Roten Armee verbrachte, absolvierte er in seiner Geburtsstadt von 1968 bis 1974 ein musikwissenschaftliches und ein Kompositionsstudium. Zum Jazz kam er mit 13 Jahren durch die Sendungen von Willis Conovers Voice of America. Bereits 1969 folgte er der Einladung von Eddie Rosner und zog mit seinem Quartett nach Moskau. Er arbeitete dann als Pianist, musikalischer Leiter und Hauptarrangeur des berühmten Moskauer Eddie Rosner Jazz-Orchesters unter der Leitung von Rosner selbst (bis 1971) und später unter Anatoli Kroll, der zum Rosner-Nachfolger wurde. Von 1975 bis 1978 leitete er das symphonische Jazzorchester von Aserbaidschan. Außerdem spielte er mit in Russland gastierenden US-amerikanischen Musikern, wie u. a. Duke Ellington, Milt Hinton, Thad Jones, Dave Brubeck und Ray Conniff, für den er auf einem in Russland aufgenommenen Album Piano spielte.
1978 gründete Lewinowski die Formation Allegro, mit der er in der ganzen Sowjetunion bekannt wurde und zahlreiche Preise gewann. Allegro wurde zur besten Jazzband in der UdSSR gewählt; Lewinowski selbst gewann viermal die Auszeichnung Musiker des Jahres. Erwähnung fand die Band, in der u. a. Alexander Fischer und Victor Dvoskin spielten, durch ihre (kurzzeitige) Fusion russischer Volkslieder mit Jazz. Mit Allegro trat Nikolai Lewinowski auch auf zahlreichen westeuropäischen Jazzfestivals auf und gastierte bei Fernseh- und Radio-Sendungen. Als Mitglied der Union Sowjetischer Komponisten und der Jazz-Föderation der UdSSR spielten Lewinowski und Allegro bei internationalen Konzerten u. a. mit Chick Corea, Gary Burton, Grover Washington Jr. und Jan Garbarek, sowie mit Don Cherry, mit dem sie gemeinsam in Bombay auftraten. Insgesamt nahm er mit Allegro acht Alben auf; sein Album Sphinx erschien auch in den Vereinigten Staaten, wohin Lewinwski 1990 auswanderte.
Nach seiner Ankunft in New York spielte Nikolai Lewinowski u. a. mit Victor Jones, Major Holley und Tom Harrell und arbeitete mit dem Vanguard Jazz Orchestra; daneben trat er dann mit einer Neuauflage von Allegro in den USA auf, so auf dem Jazz Blues Festival in Salt Lake City oder dem JVC Jazz Festival im Lincoln Center, Avery Fisher Hall (1995). Außerdem ist er seit dieser Zeit als Musikwissenschaftler und Kolumnist für die russisch-amerikanische Zeitung Novoe Russcoe Slovo tätig. Lewinowski arbeitet seit 1994 mit einer 17-köpfigen Big Band, die seine Kompositionen spielt, in denen er seine russischen Wurzeln mit der Sprache des Jazz verbindet. Sie trat im Birdland (1996), im Smalls und im Rahmen einer Open-Air-Konzertserie auf der Park Avenue in Manhattan auf. 1999 nahm er mit dieser Formation das Album Listen Up! auf, gefolgt von einem Album, das er mit seiner Ehefrau, der Sängerin Kathy Jenkins aufnahm (From This Moment On with The Nick Levinovsky Big Band and Trio).

## Diskographische Hinweise
Alben mit Allegro
- Contrasts (1979)
- In this World (1981)
- Golden Mean (1983)
- Sphinx (1985)
- Around the Blues (1987)
- Classical Jazz Ballads (1988)

Alben unter eigenem Namen
- Listen Up! (NLO, 1999)
- Kind of Red (NLO, 2000)
- Special Opinion (Butman Music, 2013), mit Randy Brecker, Igor Butman, Bill Evans, Dave Weckl, Mike Stern